# Йоганнес Вісліценус
Йоханнес (Йоганн) Адольф  Вісліценус (нім. Johannes Wislicenus; *24 червня 1835, Кляйнайхштедт, поблизу Галле — †5 грудня 1902, Лейпциг — німецький хімік-органік, працював переважно в області теорії хімічної будови і стереохімії.

## Біографія
Народився в родині відомого протестантського пастора і богослова Густава-Адольфа Вісліценуса. Після закінчення університетської освіти в Галле (1859) призначений асистентом при хімічній лабораторії. Вісліценус викладав хімію в Цюриху в університеті і політехнікумі, 1864 року став професором Цюрихського університету, 1870 року — політехнікуму; 1871 року призначений директором політехнікуму; 1872 року перейшов в Вюрцбурзький університет, а 1885 року — у Лейпцизький.
Став членом Геттінгенської академії наук.
Син Вісліценуса — Вільгельм Вісліценус (1861—1922) також працював в галузі органічної хімії; професор в Тюбінгенському університеті.

## Наукова діяльність
Основні роботи Вісліценуса відносяться до органічної хімії; Вісліценус займав чільне місце серед німецьких хіміків-теоретиків. У докторській дисертації, яку захистив Вісліценус 1859 року, він розвивав теорію змішаних типів.
У 1863-1875 роках Вісліценус досліджував молочні кислоти, синтезував звичайну молочну кислоту з пропіонової і довів її будову. 1869 року він встановив ідентичність звичайної молочної та м'ясо-молочної кислот (виділених відповідно з молока і м'язової тканини), а 1873 року висловив припущення, що їх молекули є просторовими ізомерами: «Різниця оптичних ізомерів можна пояснити різним розташуванням їх атомів в просторі, і належить шукати певних уявлень про це розташування».
Ці погляди Вісліценуса послужили безпосереднім поштовхом до висунення Я.Г. Вант-Гоффом 1874 року стереохімічної теорії асиметричного вуглецевого атому, яку Вісліценус активно підтримав і розвинув далі. Вісліценус описав випадки геометричної ізомерії на прикладах малеїнової і фумарової, кротонової і ізокротонової, мезаконової і цітраконової кислот. 1887 року довів, що за допомогою теорії Вант-Гоффа можуть бути встановлені всілякі конфігурації окремих геометричних ізомерів (стереоізомерів) ненасичених вуглеводнів. Того ж року висунув припущення про ускладнення обертання навколо простих зв'язків заміщених похідних етану в результаті дії сил тяжіння між атомами або групами атомів.
Дослідження Вісліценуса сприяли міцному утвердженню в науці стереохімічних уявлень. Їм були синтезовані глутарова кислота (1878), метил-β-бутилкетон (1883) та інші. Вісліценус відкрив вініловий ефір (1878) і вінілоцтову кислоту (1899), запропонував спосіб синтезу аліциклічних сполук перегонкою кальцієвих солей дикарбонових кислот (1899).